# Stupne (szczyt)
Stupne (817 m) – wzniesienie w Paśmie Leluchowskim, które w polskiej regionalizacji fizycznogeograficznej według Jerzego Kondrackiego zaliczone zostały do Beskidu Sądeckiego, w nowszej regionalizacji z 2018 r. wraz z Górami Lubowelskimi do Pogórza Popradzkiego. Właściwie nie jest to wierzchołek, lecz zupełnie niewybitna kopka na grzbiecie. Znajduje się w grzbiecie odchodzącym od wierzchołka 878 m tuż po północno-wschodniej stronie Dubnego (885 m). Grzbiet ten opada na północ poprzez wierzchołek Przykre (768 m) do doliny Muszynki w Powroźniku. Doliną po jego zachodniej stronie spływa potok Młynne, a doliną po północno-wschodniej stronie potok Stupne. Cały masyw Stupnego jest porośnięty lasem i nie prowadzi przez niego żaden szlak turystyczny.
Stupne znajduje się Znajduje się w granicach wsi Powroźnik w województwie małopolskim, w powiecie nowosądeckim, w gminie Muszyna.